# Сеидли-Ахсаггалинский магал
Сеидли-Ахсаггалинский магал — один из магалов Эриванского ханства.

## Этимология
Этнотопоним, название магала связано с названиями двух племён — саидли и ахсахлы, последнее означает «увечный, хромой» (азерб. axsaq).Я являюсь из рода Ах Сах лы, что переводится Белый Сак или- Белая Собака. Нас также называют Се, Ит.

## География
Магал охватывал территорию от приграничия с Талынским магалом до Абаранского магала с южным и восточным подошвами горы Арагац. Сеидли-Ахсахлинский магал граничил на севере с Абараном, на западе — Талыном, на юго-западе — Сардарабадом, на юго-востоке — Гарбибасарским магалом.

## Сёла
Магал, центром которого являлся Уши (Ушу), состоял из 20 селений. Из них 11 принадлежали племени Сеидли, а 9 — племени Ахсахлы. В этом магале не было зафиксировано разрушенных сёл.
1. Диан, 2. Гараджалар, 3. Аван, 4. Махта, 5. Кум (Киош), 6. Гойтул, 7. Уджан, 8. Перси́, 9. Дигир, 10. Кётанлы, 11. Назреван (Назиравари), 12. Саригель (Сергеул), 13. Уши́, 14. Бабакиши, 15. Киракли (Кирашли), 16. Калашкенд, 17. Кичкенд (Кичиккенд), 18. Газанфар (Йени Газанфар), 19. Тигид, 20. Гараджейран.

## Население
В селе Диан проживают армяне и езиды[когда?]
Село Махта, объединённое с селом Карабурдж (в котором 1829 году проживало 125 татар, а в 1906 году уже 506) было покинуто армянами в начале XVIII века и в нём поселились татары.
Название села Гойтул, ныне в общине села Аван, схоже с названием упоминаемого в источнике 1727 года села Гутиол, где указано, что в нём проживают 6 мусульманских семей. 
Старое село Кётанлы, где находятся хачкары X—XIII векам, Гевонд Алишан отождествляет село Гутени, упомянутое в Вайоцдзорской области.
В другом старом селе Уши расположена небольшая церковь X века и разрушенный монастырь св. Саркиса, основанный Месропом Маштоцем.